# Brigitta Boccoli
Brigitta Boccoli, (Roma, 5 de maio de 1972) é uma atriz de televisão e showgirl italiana.

## Biografia
Nasceu em Roma, em 1972, apesar da família ser oriunda de Milão. Tem uma irmã mais velha,  Benedicta, que é também atriz, e dois irmãos: Barnaby e Filippo.
Casou com Stefano Nones Orfei, domador (treinador) de leões e atleta de circo. Conheceram-se no Reality Circus de 2006 e hoje têm um filho de nome Manfredi.

## Televisão

### Ficção na TV
- 2000-2001: Ricominciare - Soap opera - Rai Uno
- 2001: Una donna per amico 3, direção de Marcantonio Graffeo e Alberto Manni - Série de TV - Rai Uno
- 2002: Cuori rubati, vários diretores - Soap opera - Rai Due
- 2004: Don Matteo 4 - Serie TV - Rai Uno - Cena: Il delitto del biberon

### TV
- 1987-1988: Domenica in - Com Lino Banfi, Toto Cutugno, Benedicta Boccoli, Paulo Roberto Falcão, Patrizio Vicedomini
- 1988-1989: Domenica in - Com Marisa Laurito, Benedicta Boccoli, Lisa Russo, Roberto D'Agostino, Arianna Ciampoli
- 1989-1990: Domenica in - Com Edwige Fenech, Pupo, Roberto D'Agostino, Maurizio Ferrini, Benedicta Boccoli, Bruno Vespa
- 1990-1991: Domenica in - Com Gigi Sabani, Simona Tagli, Elisa Satta, Gaspare Barbiellini Amidei
- 2006: Reality Circus - Apresentado por Barbara D'Urso - Reality show - Canale 5

## Cinema
- 1982: Manhattan Baby, direção de: Lucio Fulci
- 1985: La ragazza dei lillà, direção de: Flavio Mogherini
- 1987: Com'è dura l'avventura, direção de: Flavio Mogherini
- 1991: Nostalgia di un piccolo grande amore, direção de: Antonio Bonifacio
- 2003: Gli angeli di Borsellino, direção de: Rocco Cesareo
- 2006: Olè, direção de: Carlo Vanzina

## Teatro
- 1993-1994: Scanzonatissimo, direção de: Dino Verde
- 1998: Il gufo e la gattina, direção de: Furio Angiolella
- 1999: L'ultimo Tarzan, direção de: Sergio Japino
- 1999-2001: Il padre della sposa, direção de: Sergio Japino
- 2001: Anfitrione, regia de: Michele Mirabella
- 2002: La schiava, direção de: Claudio Insegno
- 2002-2003: Uscirò dalla tua vita in taxi, direção de: Ennio Coltorti
- 2003: Il Paradiso può attendere, direção de: Anna Lenzi
- 2010: La mia miglior nemica, direção de: Cinzia Berni